# Ecopraxie
|  | Vedeți: Indicații! |

Ecopraxia (din limba greacă antică ἠχώ, "ecou" și πράξις, "acțiune") este o imitare involuntară a acțiunilor cuiva. Un alt termen pentru această reacție patologică este "ecomimie".
Cu toate că ecopraxia este considerată a fi un tic nervos, ea poate fi o caracteristică comportamentală a unor persoane care suferă de sindromului Tourette, de sindromul Ganser, de autism, sau poate fi un simptom timpuriu al schizofreniei, în special al schizofreniei catatonice.